# فهرست مسجدهای ایران
فهرستی از همه مسجدهای ایران؛ زیارتگاه‌ها و امامزاده‌هایی که مسجد دارند، نیز به‌حساب می‌آیند.

## آذربایجان شرقی

### آذرشهر
- سردر و محراب مسجد محراب آذرشهر
- مسجد جامع گوگان
- مسجد صخره‌ای چراغیل ۱
- مسجد صخره‌ای چراغیل ۲
- معبد یا مسجد غار

### اسکو
- مسجد اوجوزلو
- مسجد جامع میلان
- مسجد صخره‌ای مجارشین
- مسجد پایتخت

### اهر
- مسجد جامع اهر
- مسجد دباغخانه

### بناب
- مسجد اسماعیل بیگ
- مسجد جامع مهرآباد (بناب)
- مسجد زرگران
- مسجد میدان بناب (مسجد گزاوش)

### تبریز
- مسجد جامع تبریز
- مسجد جامع خسرو شهر
- مسجد زاویه (تبریز)
- مسجد سفید (تبریز)
- مسجد شهدا
- مسجد کبود (تبریز)
- سید حمزه

### سراب
- مسجد جامع سراب

### شبستر
- مسجد میر پنج
- مسجد یادگارشاه

### عجب‌شیر
- مسجد حنفیه گوراوان
- مسجد قاضی

### هریس
- مسجد اسنق هریس
- مسجد جمال‌آباد هریس

## آذربایجان غربی

### ارومیه
- مسجد امام شافعی (ارومیه)
- مسجد جامع ارومیه
- مسجد سبزه میدان
- مسجد سردار
- مسجد مناره
- مناره مسجد امام شافعی

### بوکان
- مسجد حمامیان

### تکاب
- مسجد جامع تکاب

### خوی
- مسجد حجتیه
- مسجد داش آغلیان
- مسجد ذهبیه
- مسجد سیدالشهداء
- مسجد شیخ
- مسجد ملا حسن

## اردبیل

### اردبیل
- مسجد میرزا علی‌اکبر
- جمعه‌مسجد (اردبیل)
- آرامگاه شیخ صفی‌الدین اردبیلی
- مسجد جامع
- مسجد مصلی

### خلخال
- مسجد علیاء حاج عبدالغنی رزاقی خم

## اصفهان
- مصلی
- مسجد نظام الملک
- مجموعه مسجد و مغازه‌های همجوار کریم ساقی
- مسجد آقا میرزا محمد باقر چهارسوقی
- مسجد آقا نور
- مسجد ابوالمحسن
- مسجد الیادران
- مسجد ایلچی
- مسجد بهشتی نژاد
- مسجد پا درخت سوخته
- مسجد تل عاشقان
- مسجد جارچی
- مسجد جامع اصفهان
- مسجد جامع جی
- مسجد حاج رضا
- مسجد حاج محمد جعفرآباده‌ای
- مسجد حاج میرزا محمد صادق
- مسجد حاج یونس
- مسجد حسین بن علی
- مسجد حکیم
- مسجد خواجه روح‌الله
- مسجد خیاط‌ها
- مسجد درب جوباره
- مسجد دروازه نو
- مسجد دشتی
- مسجد رحیم خان
- مسجد رکن‌الملک
- مسجد ساروتقی
- مسجد سرخی
- مسجد سید (اصفهان)
- مسجد شاه (اصفهان)
- مسجد شعیا و امامزاده اسماعیل
- مسجد شهدای ابن سینا
- مسجد شیخ علیخان زنگنه
- مسجد شیخ لطف‌الله
- مسجد شیره پزها
- مسجد شیشه‌گری
- مسجد شیشه
- مسجد صفا
- مسجد ظلمات و آرامگاه میرعماد
- مسجد علی خوراسگان
- مسجد علیقلی‌آقا
- مسجد قصر منشی
- مسجد قطبیه (حسینیه خلجا)
- مسجد کرمانی (نوررضوان)
- مسجد گنبد آزادان
- مسجد لنبان
- مسجد محله نو قلعه (حبیب)
- مسجد مصری
- مسجد نو بازار
- مسجد هفشویه
- مسجد و مدرسه شمس‌آباد
- منارجنبان

### فلاورجان
- مسجد اشترجان

### کاشان
- لت مسجد جامع
- مسجد امام جواد
- مسجد جامع جوینان
- مسجد شاطر علی
- مسجد کله
- مسجد کوی سرسنگ

### نایین
- مسجد بابا عبدالله
- مسجد جامع بافران
- مسجد جامع محمدیه
- مسجد جامع نایین
- مسجد جامع نیستانک و حنف
- مسجد شیخ مغربی
- مسجد عرب‌ها

خوانسار
- مسجد و مقبره آیت سید علی اکبر موسوی خوانساری (مسجد جامع سنگ شیر خوانسار).[۱]

## ایلام
- مسجد حاج فرامرز اسدی

## بوشهر

### بندر بوشهر
- مسجد پیرزن بوشهر
- مسجد کوفه بوشهر
- مسجد ملک (بوشهر)

### دیر
- مسجد بردستان

## تهران

### تجریش
- امامزاده صالح (تجریش)

### تهران
- آرامگاه امام خمینی
- مدرسه و مسجدشیخ عبدالحسین
- مسجد آقا محمود
- مسجد آقا محمود
- مسجد ابوذر
- مسجد ارک
- مسجد امام خمینی
- مسجد امام سجاد (تهران)
- مسجد حاج رجبعلی
- مسجد دانشگاه تهران
- مسجد سپهسالار
- مسجد سلطانی تهران
- مسجد سلمان
- مسجد سید عزیزالله
- مسجد شاه (تهران)
- مسجد فخر
- مسجد فخرالدوله
- مسجد قبا (تهران)
- مسجد قندی
- مسجد لرزاده
- مسجد مجدالدوله
- مسجد معزالدوله
- مسجد میرزا موسی
- مسجد نظام الدوله
- مسجد هدایت
- مسجد و مدرسه خازن الملک
- مسجد و مدرسه مشیرالسلطنه
- مسجد ومدرسه حاج قنبرعلی خان
- مسجد مسلم بن عقیل

### ری
- آرامگاه بی‌بی‌شهربانو
- امامزاده هادی
- شاه عبدالعظیم
- مسجد جامع عتیق ری
- مسجد فیروزآبادی

### ورامین
- مسجد جامع ورامین

## چهارمحال و بختیاری

### شهرکرد
- مسجد اتابکان
- مسجد جامع شهرکرد
- مسجد جامع فرخ شهر
- مسجد سید آقا بزرگ
- مسجد جامع چالشتر
- مسجد خلجاء هفشجان
- مسجد سورشجان
- مسجد ابو محمد
- مسجد وانان
- مسجد جامع هرچگان

### بن
- امامزاده سیدمحمد بارده
- مسجد آزادگان
- مسجد جامع بارده

### سامان
- مسجد جامع کاهکش
- مسجد ابوالفضل سامان
- مسجد ابوالفضل چم کاکا

## خراسان

### بجستان
- مسجد جامع مرندیز
- مسجد جامع یجستان

### بردسکن
- مسجد جامع سعدالدین
- مسجد جامع سیف‌آباد
- مسجد جامع قدیم بردسکن
- مسجد جامع کوشه
- مسجد حطیطه
- مسجد زیرک‌آباد
- مسجد شهرآباد
- مسجد قدیمی دیزق
- مسجد کمالی قوژد
- مسجد مزار
- مسجد عبدل‌آباد

### بیرجند
- مسجد آخوند صالح
- مسجد آیت‌الله آیتی
- مسجد ازبک بجد
- مسجد اسفهرود
- مسجد بهلگرد
- مسجد جامع پائین شهر
- مسجد جامع چهار درخت
- مسجد روشناوند
- مسجد شاخن
- مسجد عطاء الله خان
- مسجد علی‌آباد
- مسجد عماری
- مسجد مود

### تربت جام
- مسجد کرمانی تربت جام
- مسجد عتیق تربت جام
- آرامگاه شیخ‌احمد جامی
- مسجد تاریخی چهارطاق
- مسجد جامع استای
- مسجد مولانا (تایباد)

### تربت حیدریه
- مزار و مسجد قطب الدین حیدر
- مسجد شیخ یوسف علی
- مسجد عماد
- مسجد جامع تربت حیدریه

### خواف
- مسجد ابوبکر صدیق

### خوسف
- مسجد جامع گل
- مسجد روستای خور
- مسجد همچ
- مسجد جامع تقاب
- مسجد عسگری
- مسجد ماژان

### سبزوار
- مسجد جامع سبزوار
- مسجد پامنار (سبزوار)
- مسجد پایین قلعه مزبنان
- مسجد جامع چشام
- مسجد جامع خسروآباد
- مسجد جامع ریوند
- مسجد جامع فیض‌آباد
- مسجد جامع مزینان
- مسجد خسرو شیر

### فردوس
- مسجد جامع تون
- مسجد سیدی
- مسجد کوشک
- مسجد فتح‌آباد
- مسجد حاجی عبدالله
- مسجد مهوید
- مسجد میانده

### قائن
- مسجد جامع قائن

### کاشمر
- آرامگاه مدرس
- امامزاده سید مرتضی
- امامزاده سید حمزه کاشمر
- مسجد جامع کاشمر
- مسجد حاجی جلال

### خلیل آباد
- مسجد جامع خلیل‌آباد

### کلات
- مسجد کبود گنبد

### گناباد
- حسینیه و مسجد بالا
- مسجد بالای بیلند
- مسجد جامع بیلند
- مسجد جامع عبدالله نوقاب
- مسجد جامع قوژد
- مسجد خواجه (مسجد جامع قدیم)
- مسجد رضو
- مسجد میرزا عرب بیلند
- مسجد نوده
- مسجد ریاب
- مسجد سموئی
- مسجد عمرانی

### لطف آباد
- مسجد اهل سنت لطف آباد
- مسجد جامع لطف آباد

### مشهد
- مسجد و زیارتگاه سید نورالله
- حرم امام رضا
- گوهرشاد
- مسجد کرامت
- شاه
- مصلی (طرق)

### نیشابور
- مسجد جامع نیشابور
- مسجد چوبی
- مسجد قدمگاه
- مسجد محمد محروق

### نهبندان
- مسجد جامع میغان
- مسجد طارق

## خوزستان

### آبادان
- مسجد رنگونی‌های آبادان

### بهبهان
- مسجد غلامعلی
- مسجد شیخ صدوق (ره)

### اهواز
- مسجد آقا سید علی دزفولی
- مسجد توحید (بیگدلی)

### خرمشهر
- مسجد جامع خرمشهر
- مسجد امام محمدباقر (ع)
- مسجد ولیعصر (خرمشهر)

### شوش
- مسجد شوش
- آرامگاه دانیال نبی

### شوشتر
مسجد جامع شوشتر
شادگان
مسجد حاج منصورباهلی

### دزفول
- مسجد جامع دزفول
- مسجد قلعه
- مسجد امام خمینی
- مسجد کج بافان دزفول هیئت انصارالمهدی
- مسجد شیخ سلیمان عاملی معروف به مسجد آقا نبوی
- مسجد امام حسین ع جنوبی
- مسجد انصارالله
- مسجد سبط شیخ انصاری
- مسجد لب خندق معروف به لُو گَندَه
- مسجد کرناسیان
- مسجد ساکیان
- مسجد نجفیه
- مسجد امام حسن عسگری
- مسجد قبا
- مسجد توتونچی
- مسجد حضرت زینب س
- مسجد صاحب الزمان عج جنوبی
- مسجد امام سجاد ع
- مسجد میرزکیان
- مسجد امام حسین ع شمالی
- مسجد صاحب الزمان عج شمالی
- مسجد رودبند

## زنجان

### زنجان
- حسینیه اعظم زنجان
- مسجد اسحاق‌میرزا
- مسجد ولیعصر عج
- مسجد جامع زنجان
- مسجد جامع سید
- مسجد جامع قروه
- مسجد چهل‌ستون زنجان
- مسجد خانم
- مسجد شیخ فیاض زنجان
- مسجد عباسقلی
- مسجد قلابر

## سمنان

### بسطام
- مسجد شیخ بسطامی

### دامغان
- مسجد حاج شکرالله
- مسجد جامع دامغان
- تاریخانه

### سمنان
- مسجد امام (سمنان)
- مسجد جامع سمنان

### شاهرود
- مسجد جامع فرومد

### مهدی‌شهر
- مسجد پامنار (مهدی‌شهر)

## سیستان و بلوچستان

### زاهدان
- مسجد جامع مکی زاهدان
- مسجد فیض‌الرحمان

## فارس
- مسجد پاسارگاد
- مسجد جامع اسیر
- مسجد جامع کبیر نی‌ریز

## شیراز
- آرامگاه علی بن حمزه
- امامزاده ابراهیم (شیراز)
- چهل امامزادگان شیراز
- شاه چراغ
- محمد بن موسی
- مسجد جامع عتیق
- مسجد نصیرالملک
- مسجد وکیل

## قزوین

### قزوین
- سنجیده مسجد
- مسجد آقا سید کاظم
- مسجد آقا، قزوین
- مسجد و مدرسه سردار
- مسجد احمد بیگ
- مسجد النبی قزوین
- مسجد الوند
- مسجد پنجه علی
- مسجد جامع قزوین
- مسجد حاج سید جوادی
- مسجد حاج ملا آقا
- مسجد حیدریه قزوین
- مسجد خواجه شهدا
- مسجد راه چمان
- مسجد سبز
- مسجد شهید ثالث
- مسجد شیخ الاسلام
- مسجد موسی‌الرضا
- مسجد محمدیه
- مسجد ملا مهدی
- مسجد امام موسی کاظم(ع)

## قم

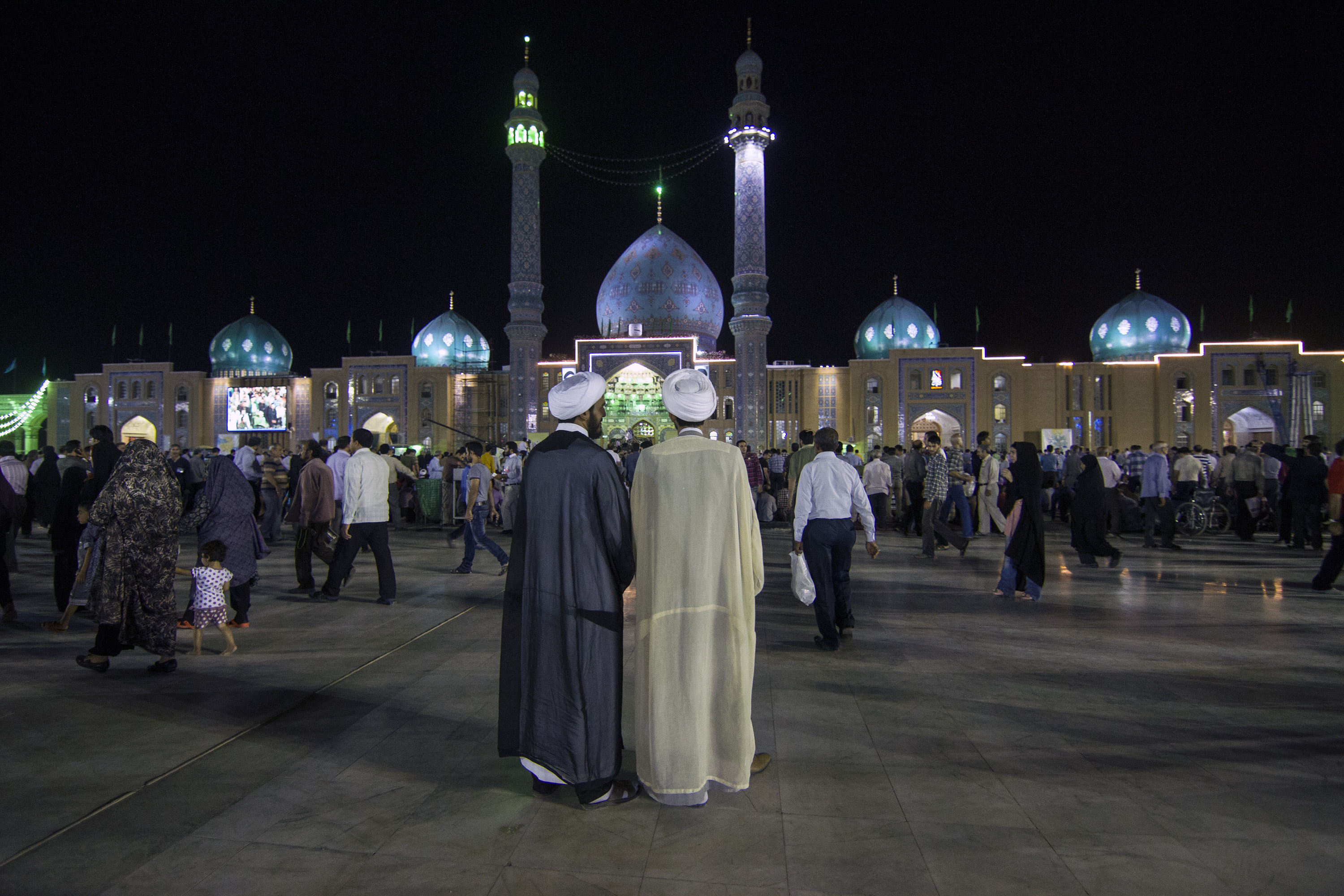
مسجد جمکران در قم

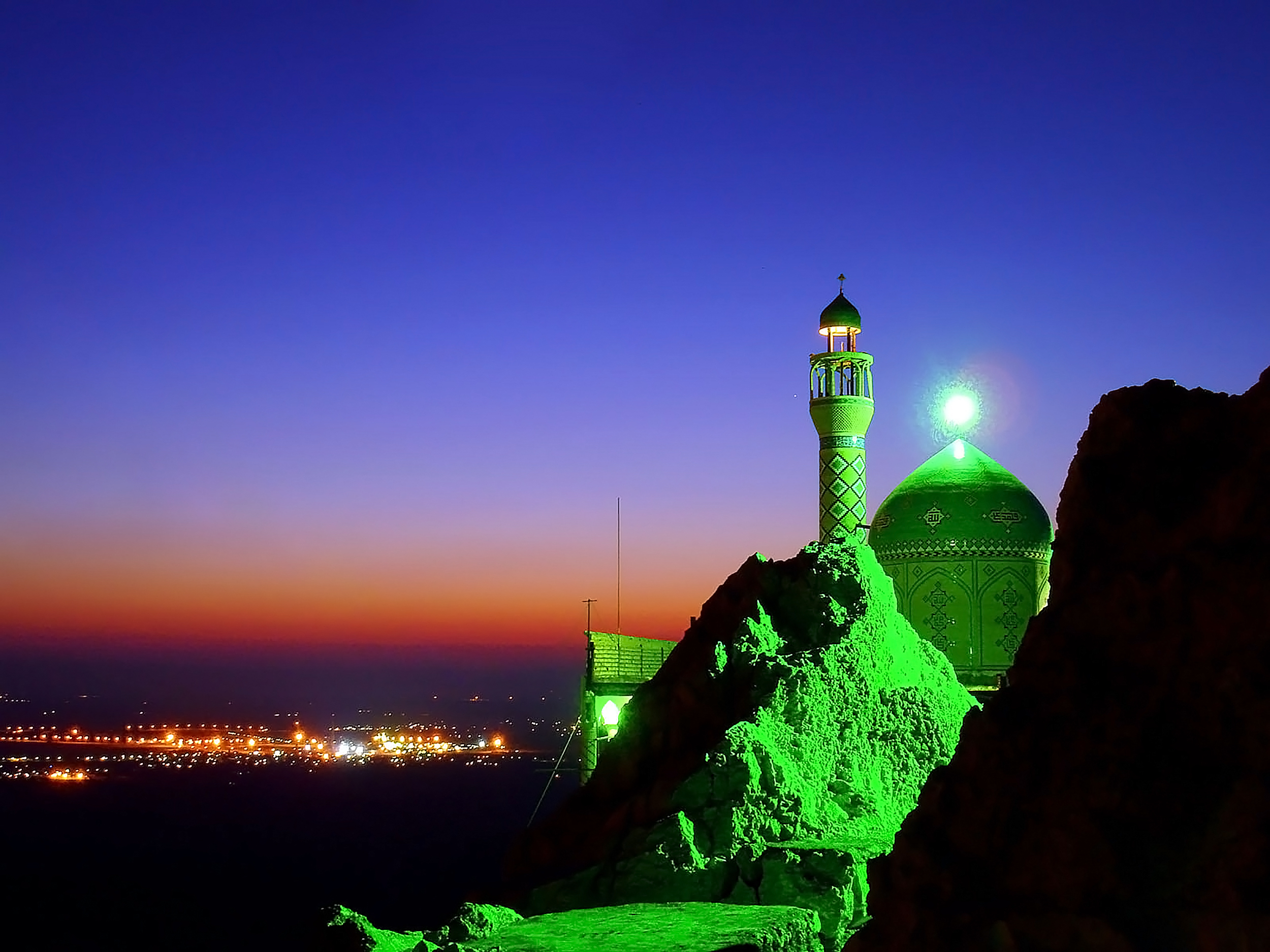
مسجد خضر نبی در قم

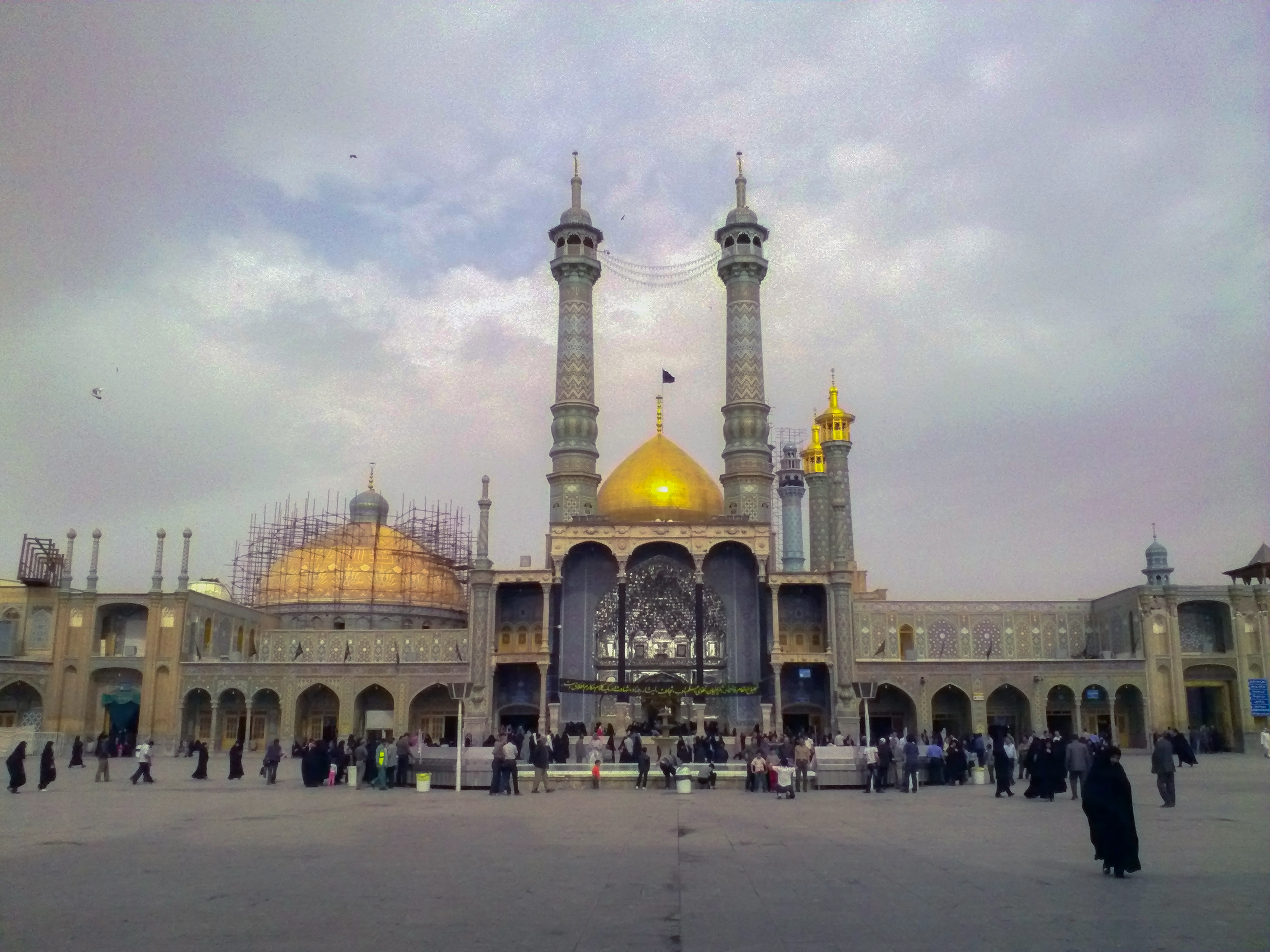
حرم فاطمه معصومه قم

- مسجد جمکران در قممسجد جامع پاچیان
- مسجد جامع قم
- مسجد خضر نبی در قممسجد جامع کهک
- مسجد چهل اختران
- مسجد روستای البرز
- مسجد صرم
- مناره و مسجد میدان کهنه
- مسجد جمکران
- حرم فاطمه معصومهحرم فاطمه معصومه قم
- مسجد خاتم الانبیا قنوات

## کردستان

### پاوه
- مساجد عبداللهی

### سنندج
- مسجد وکیل سنندج
- مسجد جامع سنندج
- مسجد هاجرخاتون

### سقز
- مسجد شیخ مظهر
- مسجد دو مناره
- مسجد ترجان
- مسجد تمبر بیگ

## کرمان

### شهربابک
- مسجد و حسینیه شهر کهنه

### کرمان
- مسجد جامع کرمان
- مسجد ملک
- مسجد پامنار (کرمان)

## کرمانشاه

### کرند
- مسجد عبدالله بن عمر

### کرمانشاه
- مسجد جامع شافعی
- مسجد جامع کرمانشاه
- مسجد حاج شهباز خان
- مسجد دولتشاه
- مسجد شاهزاده (کرمانشاه)
- مسجد عمادالدوله

## کهگیلویه و بویراحمد
اطلاعی موجود نیست.

## گلستان
- مسجد فاطمه الزهرا (ص) گنبد کاووس

## گرگان
- مسجد جامع گرگان
- مسجد گلشن

## گیلان

### آستارا
- مسجد جامع آستارا

### رشت
- مسجد حاج صمد خان
- مسجد سفید (رشت)
- مسجد حاج سمیع

### رودبار
- مسجد ابوالفضل روستای خرمکوه

### لاهیجان
- مسجد چهار پادشاهان
- مسجد اکبریه
- مسجد جامع لاهیجان
- بقعه میرشمس‌الدین لاهیجانی

### لنگرود
- مسجد اعظم دریاکنار

### صومعه سرا
- مسجد جامع صومعه سرا
- مسجد جعفری
- بقعه آقا سید جعفر آقا
- مصلی صومعه سرا
- مسجد امام حسین
- مسجد حضرت ابوالفضل (ع)
- مسجد امام خمینی
- مسجد جامع عربان
- مسجد ولیعصر عربان
- مسجد المهدی آذربایجان صومعه سرا
- مسجد جامع تولم شهر
- مسجد جامع ماتک
- مسجد جامع ولیعصر (عج) کلاشم
- مسجد پیلی قرآن صیقلان
- مسجد آقا سید عباس سیاه تن
- مسجد امام جعفر صادق (ع) مرجقل
- مجسد امام حسین بریران
- مسجد جامع دلیوندان
- مسجد جامع گوراب تولم
- مسجد قمربنی هاشم حضرت ابوالفضل (ع) لیموده

## لرستان

### خرم‌آباد
- مسجدمرحوم حاج رضا توتونچی
- مسجد جامع خرم‌آباد
- مسجدمرحوم محمدصالح توسلی
- مسجدمرحوم شباک
- مسجدمرحوم حاج محمدعلی سلاحورزی
- مسجدمرحوم دولتیاری

### بروجرد
- آب‌انبار مسجد
- مسجد امیرالمؤمنین
- مسجد جامع بروجرد
- مسجد رنگینه
- مسجد سلطانی بروجرد
- امامزاده جعفر (بروجرد)
- امامزاده قاسم (بروجرد)

### کوهدشت
مسجد نبی اکرم شهر کوهنانی

## مازندران

### آمل
- مسجد آقا عباس
- مسجد امام حسن عسگری آمل
- مسجد جامع آمل
- مسجد حاج علی کوچک

### بابل
- مسجد محدثین بابل

### ساری
- مسجد فرح‌آباد
- «مسجد جامع»

### چالوس

#### کلاردشت
- مسجد حضرت زینب (س) روستای پیمبور

## مرکزی

### اراک
- مسجد آخوند (اراک)
- مسجد آقا ضیاءالدین
- مسجد حاج تقی‌خان
- مسجد حاج‌آقا صابر
- مسجد حصار
- مسجد سیدها
- مسجد شیخ ابوالحسن
- مسجد قبله
- مسجد کله‌ای‌ها
- مسجد لطف‌الله خان

### ساوه
- مسجد جامع ساوه
- مسجد سرخ (ساوه)

## هرمزگان

### بستک
- مسجد جامع بستک
- مسجد جامع قبله
- مسجد جامع قدیمی بستک
- مسجد چاله کوخرد
- مسجد کوردان
- مسجد لاور
- مسجد لوز
- مسجد بربار
- مسجد بن نادار

## بندر عباس
- مسجد گله‌داری
- مسجد جامع بندر عباس
- مسجد جامع دلگشا
- مسجد منبر کهنه
- مسجد ناصری (بندر عباس)

### بندر لنگه
- مسجد افغان (بندر لنگه)
- مسجد بازار مساح
- مسجد خالدی لنگه
- مسجد خداداد (بندرلنگه)
- مسجد دژگان
- مسجد سلطان العلماء (بندر لنگه)
- مسجد شیخی (بندر لنگه)
- مسجد ملک بن عباس
- مسجد غیاث

### قشم
- مسجد برخ (شهرستان قشم)
- مسجد توران شاه (قشم)
- مسجد کوشه (قشم)
- مسجدجامع قشم (جزیره قشم)

## همدان
مسجد جامع همدان

### یزد

#### اردکان
- مسجدحاج محمدحسین
- مسجد جامع اردکان
- مسجد جامع و حسینیه خرانق
- مسجد حاج محمد سعیدا چرخاب
- مسجد زیرده
- مسجد کچیب

#### تفت
- مسجد شاه‌ولی

## یزد
- مسجد بزرگ پشت باغ آب انبار رباط
- مسجد جامع یزد
- مسجد حظیره
- مسجد زاویه (یزد)
- مسجد جامع فهرج